# Corte de Apelações de Maryland
A Corte de Apelações de Maryland é a suprema corte do estado americano de Maryland. A corte, que é composta por um juiz chefe e seis juízes associados, tem como sede o Edifício Robert C. Murphy da Corte de Apelações que se encontra na capital do estado, Anápolis. O mandato da corte se inicia na segunda-feira da segunda semana de setembro. A Corte é a única entre as cortes estado-unidense cujos juízes usam togas vermelhas. A Corte de Apelações de Maryland, juntamente com a Corte de Apelações de Nova Iorque, é uma das duas cortes máximas estaduais que utilizam o nome "Corte de Apelações" ao invés do nome mais comum "Suprema Corte".